# (624) Hector
Pour les articles homonymes, voir Hector (homonymie).
(624) Hector, internationalement (624) Hektor, est un astéroïde troyen de Jupiter découvert par August Kopff le 10 février 1907. Il s'agit du plus grand astéroïde troyen connu.

## Caractéristiques
Avec des dimensions de 370 × 200 km, Hector est le corps céleste le plus allongé que l'on connaisse dans le Système solaire parmi les objets ayant une taille du même ordre de grandeur. En fait, il est possible que (624) Hector soit un astéroïde binaire dont les deux composants sont en contact, liés entre eux par des forces gravitationnelles. En raison d'une résolution angulaire trop limitée, les observations réalisées à l'aide du télescope spatial Hubble en 1993 n'ont pas permis de valider cette hypothèse, mais elles ne l'ont pas infirmée non plus.

Orbite de (624) Hector.

En juillet 2006, c'est en utilisant l'unité II de l'observatoire W.M. Keck, un télescope de 10 mètres de diamètre placé au sommet du Mauna Kea à Hawaï et muni d'un système d'optique adaptative, ainsi que d'une étoile laser que des astronomes ont pu observer Hector avec une résolution sans précédent (0,06 seconde d'arc). Les images ont confirmé une forme duale pour Hector, mais ont aussi révélé la présence d'une petite lune, nommée Scamandrios, soit officiellement Hector I Scamandrios et connue sous sa dénomination provisoire S/2006 (624) 1. La lune astéroïdale fait 15 km et se place à environ 1 000 km du primaire.
Hector est un astéroïde de type D, avec un albédo faible et un spectre rougeâtre. Il se trouve au point de Lagrange avant de Jupiter, noté L4.